# Gomphrena procumbens
Gomphrena procumbens là loài thực vật có hoa thuộc họ Dền. Loài này được Jacq. mô tả khoa học đầu tiên năm.